# Tilcsik András
Tilcsik András (Szombathely, 1981 vagy 1982 –) Kanadában élő magyar szervezetkutató, egyetemi tanár. Kutatási témái közé tartoznak a szervezeti patológiák és kudarcok, a múltbeli körülmények jelenlegi piacokra és vállalatokra gyakorolt hatásai, valamint a munkaerőpiaci értékelési folyamatok.

## Pályafutása
Magyarországon, Szombathelyen született és nevelkedett, a Szombathelyi Nagy Lajos Gimnáziumban tanult. Diplomáját és doktori címét a Harvard Egyetemen szerezte. Doktori disszertációja azt vizsgálta, hogy a múltbeli körülmények és tapasztalatok miként gyakorolnak hosszan tartó hatást a szervezetek jelenlegi működésére és teljesítményére. A Torontói Egyetem professzora.

## Munkássága
Kutatásának egyik fő területe a szervezeti kockázat- és válságkezelés. Kutatásai arra mutatnak rá, hogy a komplexitás és a merev struktúrák hogyan vezethetnek rendszerszintű hibákhoz. Nemzetközi ismertségre a Leolvadás (angolul Meltdown) című könyvével tett szert, amelyet Chris Clearfield részvénypiaci szakértővel közösen írt. A könyv a komplex rendszerek sebezhetőségét és azok meghibásodási mintázatait vizsgálja. Tézise az, hogy bár a modern rendszerek sok új képességet biztosítanak számunkra, sebezhetővé is tesznek minket a váratlan rendszerhibákkal szemben. Tilcsik és Clearfield amellett érveltek, hogy a kritikus rendszerek összeomlását okozó apró hibák láncreakciós hatásának csökkentése érdekében fontos felismerni a korai figyelmeztető jeleket, szkepticizmust építeni a szervezetek működésébe, strukturált döntéshozatali eszközöket alkalmazni, és hatékonyabban felkészülni a váratlan válságokra.
Kutatásainak egy másik területe a munkaerőpiacokon és munkahelyeken zajló értékelési és döntéshozatali folyamatokra irányul. Korábbi kutatásai pedig azt vizsgálták, hogy a múltbeli gazdasági és társadalmi körülmények miként gyakorolnak tartós hatást a mai gazdasági és szervezeti állapotokra és viselkedési mintázatokra az egyének, a vállalatok és a társadalmak szintjén. Ezek a tanulmányok az úgynevezett bevésődés folyamatával és következményeivel foglalkoztak a piacok és gazdasági szervezetek kontextusában.
Tudományos publikációin túl számos véleménycikket írt szervezeti kudarcok és botrányok kapcsán, többek között az FTX összeomlásáról, a Deepwater Horizon katasztrófájáról, a Theranos-csalásról, a közösségi bankok csődjeiről, az okoseszközöket érő kibertámadásokról és a pénzügyi piacokat megzavaró közösségi médiás álhírekről. Írásai az angolon és magyaron kívül arab, francia, japán, kínai, koreai, német, orosz, spanyol és szlovák nyelven jelentek meg.

## Díjai, kitüntetései
- Bracken Bower-díj (Financial Times és McKinsey & Company)[37][38]
- George R. Terry Könyvdíj (Academy of Management)[39]
- National Business Book Award[3][40]
- Financial Times Best Books of the Year[41]
- W. Richard Scott-díj (Amerikai Szociológiai Társaság)[42]
- Granovetter-díj (Amerikai Szociológiai Társaság)[43]
- Canada Research Chair[44]